# Aḩmadābād-e Khānleq
Aḩmadābād-e Khānleq (persiska: اَحمَدابادِ خانليق, اَحمَد آباد خانلِق, اَخمِدَبَد, اَحمَد آباد, احمد آباد خانلق, Aḩmadābād-e Khānlīq) är en ort i Iran.   Den ligger i provinsen Östazarbaijan, i den nordvästra delen av landet, 300 km nordväst om huvudstaden Teheran. Aḩmadābād-e Khānleq ligger 1 763 meter över havet och antalet invånare är 122.
Terrängen runt Aḩmadābād-e Khānleq är kuperad söderut, men norrut är den platt. Runt Aḩmadābād-e Khānleq är det ganska glesbefolkat, med 40 invånare per kvadratkilometer. Närmaste större samhälle är Āq Kand, 6,6 km söder om Aḩmadābād-e Khānleq. Trakten runt Aḩmadābād-e Khānleq består i huvudsak av gräsmarker.